# Chloroclystis catoglypta
Chloroclystis catoglypta är en fjärilsart som beskrevs av Louis Beethoven Prout 1927. Chloroclystis catoglypta ingår i släktet Chloroclystis och familjen mätare. Inga underarter finns listade i Catalogue of Life.